# Élection de 1946 du 12e district congressionnel de Californie

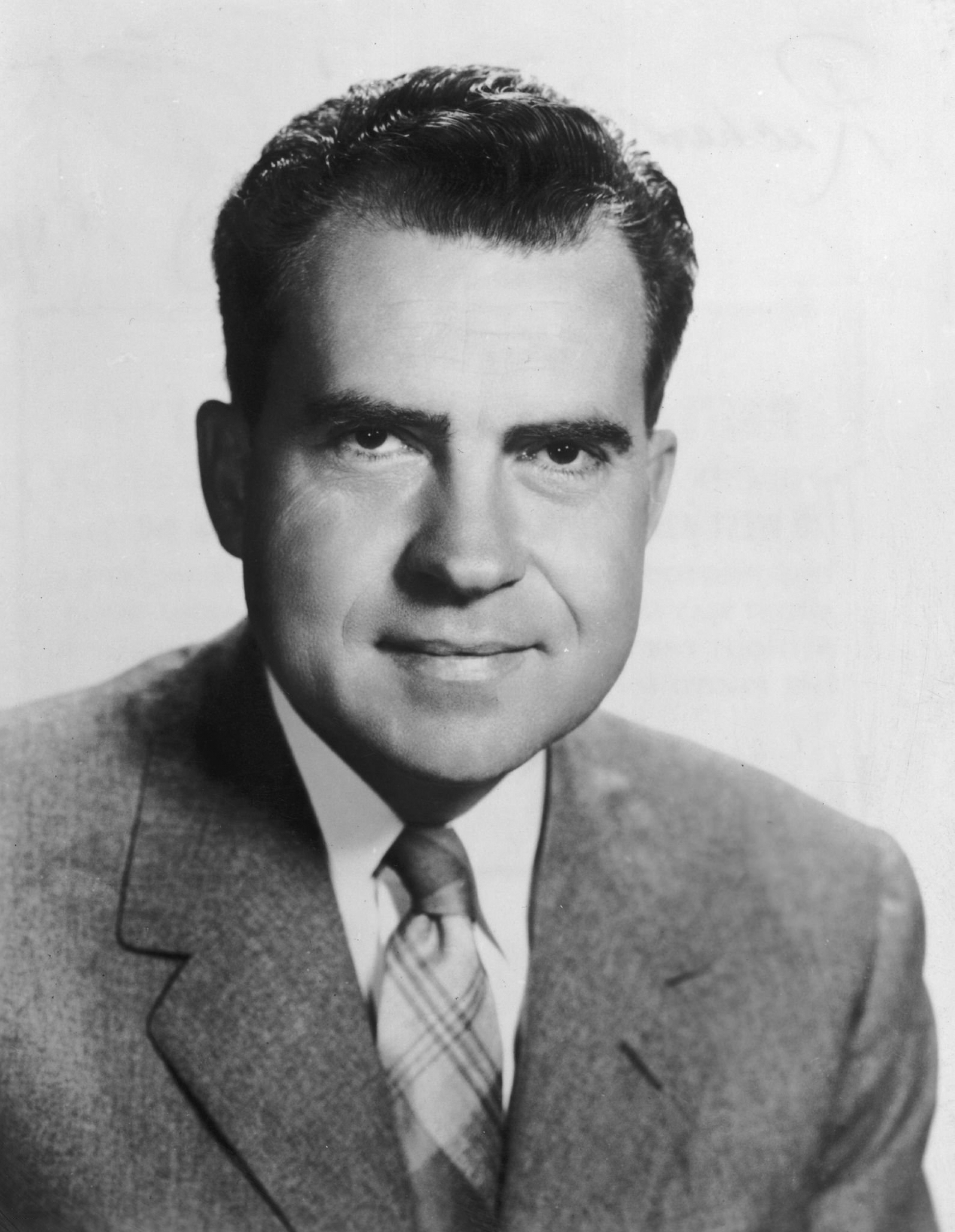
Richard Nixon.

L'élection de 1946 du 12e district congressionnel de Californie est une élection locale pour l'obtention d'un siège à la Chambre des représentants des États-Unis a eu lieu au 12e district congressionnel de Californie (San Francisco) le 5 novembre 1946, la date fixée par la loi pour les élections pour le 80e Congrès des États-Unis (en).
Les candidats sont le démocrate Jerry Voorhis, alors à son cinquième mandat, le républicain Richard Nixon et le candidat Parti de la prohibition John H. Hoeppel (en). Nixon est élu avec 56 % des voix, ce qui lance sa carrière de futur président des États-Unis un quart de siècle plus tard.
Diverses explications ont été avancées pour expliquer la victoire de Nixon, comme la tendance politique anti-communiste dans le pays ou des différences de financements de la campagne électorale.

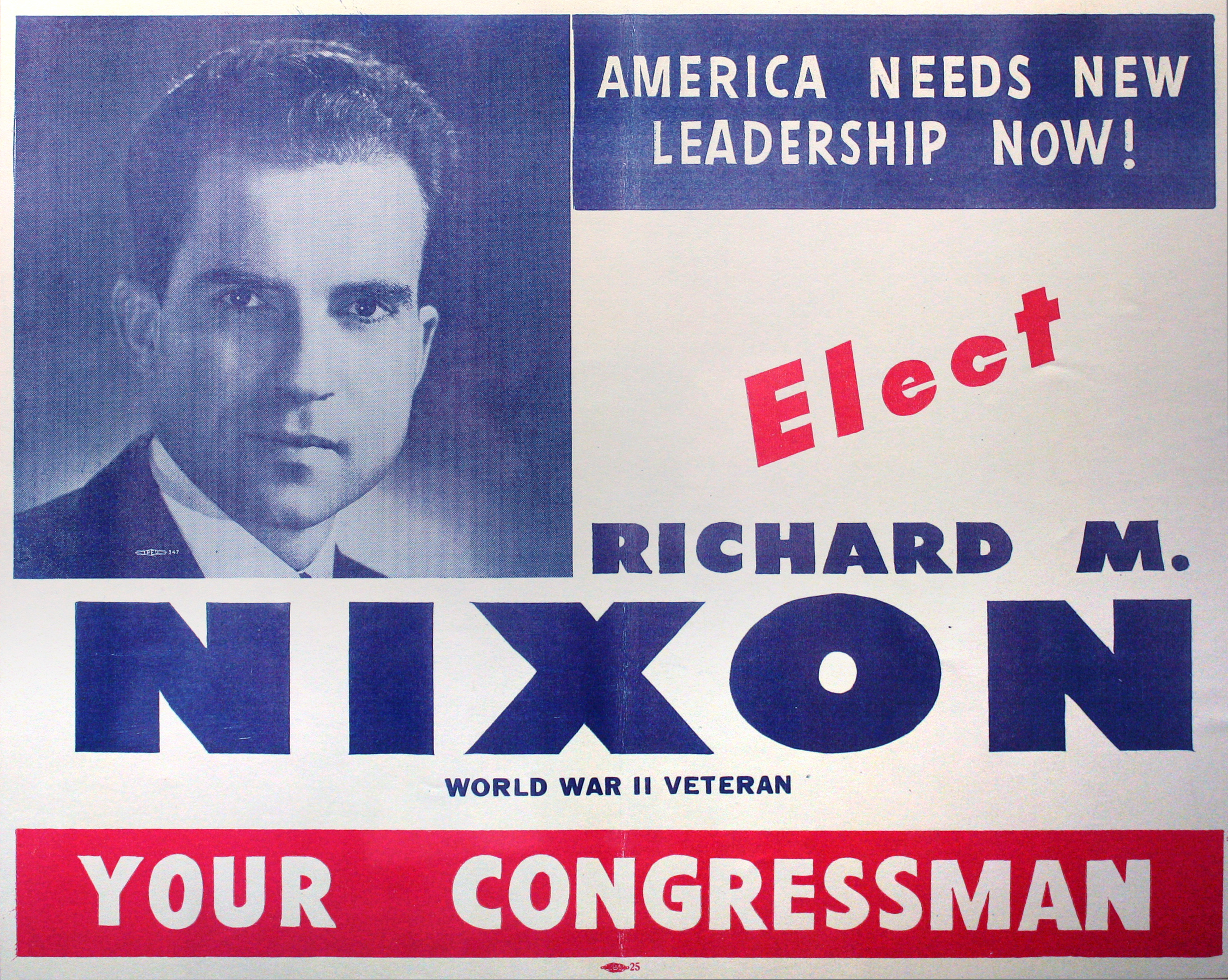
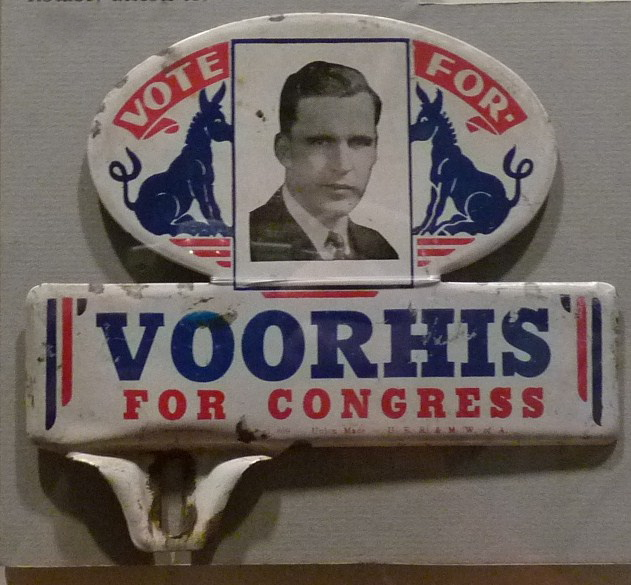